# Миокард
Миокардът е сърдечен мускул, който е особен по своята структура и функция. Той се различава от скелетната и гладкомускулната тъкан в останалата част на тялото. Изграден е от едно-, дву-, три- и четириядрени клетки. Силно резистентен е на умора поради огромния набор от митохондрии и миоглобин (кислород пренасящи белтъци), които позволяват ефективна работа на мускула в аеробна среда. Миокардът е силно чувствителен на липса на кислород и може да преустанови функцията си в хипоксични условия.